# با عشق نباید شوخی کرد
با عشق نباید شوخی کرد (به فرانسوی: On ne badine pas avec l'amour) درامی است احساسی که آلفرد دو موسه، نویسنده فرانسوی قرن نوزدهم در سال ۱۸۳۴ آن را نوشته‌است. این اثر برای اولین بار در ۱۸ نوامبر ۱۸۶۱ در کمدی فرانسه به روی صحنه رفت.
این نمایشنامه توسط فرخ صادقی کلی و با عنوان «عشق شوخی‌بردار نیست» به فارسی ترجمه شد.

## تاریخچه متن
این نمایشنامه که در سال ۱۸۳۴ نشر یافته، با زندگانی شاعر پیوندی سخت نزدیک دارد و منشأ و تبار خود را مدیون بحرانی است که در ونیز، پیوند وی را با ژرژ ساند گسست.